# Sveučilište Koç
Sveučilište Koç (tur. Koç Üniversitesi) je neprofitno privatno sveučilište u Istanbulu, Turska.  Podučavanje je započeto u privremenim zgradama u İstinyeju 1993. godine, a preselio se u svoj sadašnji kampus Rumelifeneri u blizini Sarıyera 2000.  Sveučilište Koç je najviše rangirano u Turskoj prema Times Higher Education World University Rankings 2022 i QS World University Rankings 2022. Sveučilište Koç trenutno se sastoji od Visokih škola društvenih i humanističkih znanosti, administrativnih znanosti i ekonomije, znanosti, inženjerstva, prava, sestrinstva i medicine.  Sveučilište Koç nudi 22 preddiplomska, 29 diplomskih i 30 doktorskih programa.  Sveučilište je dom za oko 7000 studenata. Sveučilište prihvaća međunarodne studente iz različitih zemalja i ima opsežnu mrežu od preko 250 partnerskih sveučilišta uključujući Sveučilište Kalifornije i druga sveučilišta kao što su Northwestern University, Cornell University i Georgetown University.
Osnovano 1993. godine, Sveučilište Koç postalo je jedno od najprestižnijih sveučilišta u Turskoj. Sveučilište privlači mnoge studente s najboljim rezultatima iz najboljih turskih srednjih škola kao što su Koç School, Robert College, Uskudar American Academy i Istanbul High School. Većina nastave (preko 95% ) na Sveučilištu Koç predaje se na engleskom jeziku (nekoliko iznimaka nalazi se samo na Pravnom fakultetu i Fakultetu za medicinske sestre).

## Fakulteti, odjeli i škole
Sveučilište Koç ima sljedeće akademske jedinice:
- Visoka škola za upravne znanosti i ekonomiju (CASE)
- Fakultet znanosti (CS)
- Visoka škola društvenih i humanističkih znanosti (CSSH)
- Fakultet za inženjerstvo (CE)
- Pravni fakultet
- Medicinski fakultet (SOM)
- Škola za medicinske sestre (SON)
- Visoka poslovna škola (GSB)
- Diplomska škola znanosti i inženjerstva (GSSE)
- Diplomska škola društvenih i humanističkih znanosti (GSSSH)
- Institut zdravstvenih znanosti (GSHS)

## Rangiranje
Times Higher Education World University Rankings rangirao je Sveučilište Koç na sljedeći način:
Ista organizacija navela je Sveučilište Koç na svojoj godišnjoj Svjetskoj ljestvici sveučilišta prema predmetu:
| Godina | Predmet                           | purica                      | U svijetu |
| ------ | --------------------------------- | --------------------------- | --------- |
| 2018   | Društvene znanosti                | 1                           | 151-175   |
| 2018   | inženjerstvo i Tehnologija        | 1. (zajednička s Bilkentom) | 201-250   |
| 2018   | fizičke znanosti                  | 1                           | 301-400   |
| 2018   | Klinički, predklinički i Zdravlje | 1                           | 401-500   |

Druge ljestvice kao što je QS World University Rankings uvelike se slažu s Timesovom ljestvicom.

### Visoka poslovna škola
QS World University Rankings: Business Masters Rankings 2018. rangirao je sveučilište Koç, magistarske programe za financije i menadžment na poslijediplomskom studiju poslovanja Sveučilišta Koç:
| Godina | Program                                                              | Turska | U svijetu |
| 2018   | Magistri financija                                                   | 1      | 52        |
| 2018   | CEMS magistri međunarodnog menadžmenta (CEMS MIM na Sveučilištu Koç) | 1      | 93        |

Na ljestvici Financial Timesa postavljena je Visoka poslovna škola Sveučilišta Koç i njeni programi na sljedeći način:
Financial Times European Business School Rankings
| Godina | Turska | U Europi |
| 2015   | 1      | 66       |
| 2016   | 1      | 67       |
| 2017   | 1      | 65       |
| 2018   | N/A    | N/A      |

Financial Times Executive MBA ljestvica
| Godina | Turska | u Europi | U svijetu |
| 2015   | 1      | 28       | 59        |
| 2016   | 1      | 31       | 64        |
| 2017   | 1      | 37       | 76        |
| 2018   | N/A    | N/A      | N/A       |

U 2017. godini CEMS Masters in International Management (CEMS MIM) bio je rangiran na 9. mjestu Financial Timesa Masters in Management Ranking. Visoka poslovna škola Sveučilišta Koç jedna je od 30 sveučilišnih članica CEMS Alijanse poslovnih škola koje nude ovaj program.

## Istraživanje[14]
Sveučilište Koç jedno je od vodećih istraživačkih sveučilišta u Turskoj i regiji. Sveučilište nastoji biti globalno središte istraživanja i ima za cilj utjecati na intelektualni, tehnološki, gospodarski i društveni razvoj na globalnoj razini.
Sveučilište Koç je najveći dobitnik istraživačkih nagrada TÜBİTAK (Tursko vijeće za znanstvena i tehnološka istraživanja). Sveučilište Koç također je najuspješnija visokoškolska ustanova u Turskoj u ponudama za ERC grantove, koordinirajući 8 od 15 aktivnih projekata u Turskoj od ožujka 2018. Osim toga, Sveučilište Koç najbolja je institucija (uključujući industrijske organizacije) u Turskoj nakon TÜBİTAK-a u programu financiranja Europske komisije Horizon 2020. Sveučilište je trenutno domaćin projekata Horizon 2020 vrijednih 10,2 milijuna eura.
Između 2004. i 2017. Sveučilište je dobilo ukupno 761 projekt financiran izvana u vrijednosti od 320 milijuna TL (86 milijuna USD).
Sveučilište ima 132 istraživačka laboratorija, 20 istraživačkih centara i 5 istraživačko-obrazovnih foruma.

## Članovi

### Predsjednici
- Seha Tiniç (1993–2001) Podnio je ostavku na mjesto predsjednika zbog sukoba s osnivačkom obitelji Koç oko plaća fakulteta. [ <span title="This claim needs references to reliable sources. (August 2014)">potreban citat</span> ]
- Attila Aşkar (2001.–2009.)
- Umran Inan (2009. – danas)

### Ugledni profesori
- Sumru Altuğ
- Alphan Sennaroğlu
- A. Murat Tekalp
- İrşadi Aksun
- Tekin Dereli
- Yaman Arkun
- Burak Erman
- Can Erkey
- Metin Türkay
- İsmail Lazoğlu
- Çiğdem Kağıtçıbaşı
- Halil İbrahim Kavakli
- K. Aslihan Yener
- İskender Yılgör
- Özlem Keskin
- Fikri Karaesmen
- Mehmet Somer
- Ziya Onis
- Amir Hetsroni
- Can Yeginsu

### Sport
Studenti Sveučilišta Koç osnovali su američki nogometni tim Koç Rams, poznat i kao Istanbul Rams, koji će u sezoni 2022. igrati u Europskoj nogometnoj ligi.

## Kampus

### Povijest
Središnji kampus Sveučilišta Koç u Rumelifeneri nalazi se sjeverno od Istanbula, s pogledom na Bospor i Crno more. Kampus ima 60 zgrada koje pokrivaju 230.000 četvornih metara izgrađene površine.
Sveučilište je prvi put počelo s radom 1993. godine u preuređenim tvorničkim zgradama u Istinye, Sariyer. Nakon što se Sveučilište preselilo u svoj novi dom u Rumelifeneriju, kampus Istinye je preuređen kako bi služio kao vrhunski centar za konferencije i obuku. Ostali kampusi i lokacije Sveučilišta Koç uključuju studentske domove i rezidencije West Campusa (Rumelifenri, Sariyer), Sveučilišnu bolnicu Koç (Topkapi, Istanbul), ANAMED (Beyoğlu, Istanbul), KWORKS (Şişli, Istanbul), AKMED (Antalya) i VEKAM (Ankara ).
Knjižnica Suna Kıraç Sveučilišta Koç ima pet podružnica i ima oko 322 000 svezaka spisa plus gotovo 160 000 e-knjiga i 64 000 online serijskih naslova. Knjižnica posjeduje i oko 2000 rijetke građe iz područja osmanske i europske povijesti, književnosti i religije.
- Portal znanja
- Izlazak sunca na Sveučilištu Koç
- Sahat kula
- Glavni trg i Studentski zbor
- Interijer glavnog kampusa
- Rahmi M. Koc Tehnički fakultet

### Arhitektura
Kampus Rumelifeneri Sveučilišta Koç projektirao je istaknuti američko-iranski arhitekt Mozhan Khadem sa sjedištem u Bostonu. Khadem je glavni projektant svih zgrada Sveučilišta Koç, kao i glavni projektant njegovog kampusa.
Prema Khademu, arhitektura kampusa inspirirana je svjetlom i značajem geografskog položaja Sveučilišta na granici između Europe i Azije. Khadem također nalazi inspiraciju iz turske umjetničke i pjesničke baštine, djela sufijskog pjesnika Rumija, te turskih i osmanskih arhitektonskih stilova.
Kampus je raspoređen duž osi istok-zapad: arhitektonski Sveučilište predstavlja 'portal znanja i svjetla', simboliziran Sveučilišnim 'Portalom znanja' – lučni glavni ulaz kampusa predstavlja i prolat znanja i prolaz između Istoka i Zapada. Smješten među brežuljcima s pogledom na Crno more, stepenasta arhitektura omogućuje kampusu da se integrira unutar strmih kontura okolnog terena.
Kampus se sastoji od niza povezanih zgrada koje okružuju razna međusobno povezana dvorišta. Ova se dvorišta oslanjaju na osmansku arhitektonsku tradiciju i prepuna su simbola turske povijesti i kulture.
Kampus je kompaktan i dizajniran za pješake. Učenici i osoblje mogu se kretati s mjesta na mjesto bilo kroz otvorena dvorišta ili pod zaklonom. Kampus koristi modularni dizajn četiri puta četiri metra kako bi se prilagodio različitim prostornim potrebama.
Završna faza plana izgradnje kampusa Rumelifeneri realizirana je 2018. godine završetkom šeste fakultetske zgrade, dogradnjom knjižnice i nekoliko novih zgrada studentskih domova.

## Vanjske poveznice
- Početna stranica Sveučilišta Koc
- Virtualni obilazak Sveučilišta Koc
- Knjižnica Sveučilišta Koc
- Sveučilišna nogometna reprezentacija Koc, Koç Rams
- Sveučilišni inkubacijski centar Koc
- KWORKS - Centar za istraživanje poduzetništva Sveučilišta Koç